# Commissione Trilaterale
La Commissione Trilaterale, o ellitticamente la Trilaterale (in inglese Trilateral Commission; in francese Commission Trilatérale; in cinese 三邊委員會, Sān biān wěiyuánhuì), è un gruppo di studio (think tank) non governativo e apartitico. Ha la sua sede sociale a New York.
Conta più di trecento membri (uomini d'affari, politici, intellettuali) provenienti dall'Europa, dal Giappone e dall'America settentrionale.

## Storia
Venne fondata il 23 giugno 1973 per iniziativa di David Rockefeller, presidente della Chase Manhattan Bank, e di altri dirigenti e notabili, tra cui Henry Kissinger e Zbigniew Brzezinski. L'organizzazione fu fondata a motivo del declino, in quegli anni, dell'influenza del Council on Foreign Relations, un precedente gruppo di studio americano di politica estera, le cui posizioni sulla guerra del Vietnam erano divenute impopolari.

## Composizione
I membri della commissione provengono dalle tre aree geopolitiche di Europa, Asia e Oceania e America settentrionale. Il numero dei membri provenienti da ognuna delle tre zone è tale che la rappresentanza di tali zone è, in proporzione, sempre la stessa. I membri che ottengono una posizione nel governo del loro paese lasciano la Commissione.
Al 2012 il Nord-America è rappresentato da 120 membri (20 canadesi, 13 messicani e 87 statunitensi), l'Europa da 170 membri (di questi 20 sono tedeschi, 18 italiani, francesi e britannici, 12 spagnoli, mentre i restanti Stati hanno da 1 a 6 rappresentanti). L'area dell'Asia Pacifica è rappresentata da 117 membri: 75 giapponesi, 11 sudcoreani, 7 australiani e neozelandesi e 15 dai paesi ASEAN. Nel 2011 la Trilaterale ha ammesso alle proprie riunioni anche rappresentanti di Cina e India. La lista dei membri è pubblicata ogni anno.
Al 2018 è Presidente del gruppo italiano della Commissione Trilaterale la giornalista Monica Maggioni, il suo vice è Enrico Tommaso Cucchiani e il segretario è Paolo Magri. Altri membri attuali sono: Ornella Barra (Walgreens), Giampaolo Di Paola (ex Ministro della Difesa), Marta Dassù (ex Viceministro degli Esteri), Gioia Ghezzi (Ferrovie dello Stato), Maria Patrizia Grieco (Enel), Vittorio Grilli (J.P. Morgan), Yoram Gutgeld (commissario spending review), Enrico Letta (ex Premier), Giampiero Massolo (ex capo dei servizi segreti e ora Fincantieri), Carlo Messina (Intesa Sanpaolo), Maurizio Molinari (direttore de La Repubblica ed ex direttore de La Stampa), Andrea Moltrasio (UBI Banca), Gianfelice Rocca (Techint e Assolombarda), Maurizio Sella (Banca Sella) e Marco Tronchetti Provera (Pirelli).

## Direzione e organizzazione
La struttura direzionale riflette le tre aree geografiche da cui provengono i membri: un gruppo europeo (Unione europea), un gruppo nordamericano (Stati Uniti, Canada e Messico) e uno asiatico-pacifico (Giappone, Corea del Sud, ASEAN, Australia, Nuova Zelanda, Cina e India). Ogni gruppo ha una propria presidenza, il cui gabinetto è composto da un Presidente (Chairman), due Vice-Presidenti (Deputy Chairmen) e un Direttore generale (Director). La leadership è collegiale. Le tre Presidenze sono affiancate da un Comitato esecutivo (Executive Committee).
Il compito dei presidenti e vice-presidenti è quello di selezionare gli argomenti da discutere nei meeting, di organizzarli, coordinarli e presiederli.

## Attività
Essa ha l'obiettivo di promuovere una cooperazione più stretta tra l'Europa, il Giappone e il nord America. Tra gli scopi che la commissione si propone c'è quello di facilitare la cooperazione internazionale nella convinzione della crescente interdipendenza tra gli stati del mondo.

## Cronologia dei presidenti

### Presidenti del gruppo europeo
- Jean-Claude Trichet (2011-)
- Mario Monti (2010-2011)
- Peter Sutherland (2001-2010) Honorary European Chairman
- Otto Graf Lambsdorff (1992-2001) Honorary European Chairman
- Georges Berthoin (1976-92) Honorary European Chairman
- Max Kohnstamm (1973-76) Founding European Chairman

### Presidenti del gruppo nordamericano
- Joseph S. Nye, Jr. (2008-)
- Thomas S. Foley (2001-2008)
- Paul A. Volcker (1991-2001) Honorary North American Chairman
- David Rockefeller (1977-91) Founder and Honorary North American Chairman
- Gerard C. Smith (1973-77)

### Presidenti del gruppo asiatico-pacifico
- Yasuchika Hasegawa (2015-)
- Yōtarō Kobayashi (1997-2015)
- Kiichi Miyazawa, Acting Chairman (1993-97)
- Akio Morita (1992-93)
- Isamu Yamashita (1985-92)
- Takeshi Watanabe (1973-85)

## Controversie
Lo scrittore francese Jacques Bordiot affermò, riguardo ai membri della commissione, che «...il solo criterio che si esige per la loro ammissione, è che essi siano giudicati in grado di comprendere il grande disegno mondiale dell'organizzazione e di lavorare utilmente alla sua realizzazione" e che "il vero obiettivo della Trilaterale è di esercitare una pressione politica concertata sui governi delle nazioni industrializzate, per portarle a sottomettersi alla loro strategia globale».(Présent, 28 e 29 gennaio 1985). Non sono però specificate le fonti su cui Bordiot avrebbe basato le sue opinioni.
Secondo quanto riporta Noam Chomsky, l'amministrazione Carter fu fortemente influenzata da questo studio, e molti membri della Commissione Trilaterale vi trovarono successivamente ruoli di primo piano. In particolare, Chomsky cita La crisi della democrazia, uno studio commissionato dalla Trilaterale, quale esempio delle politiche oligarchiche e reazionarie sviluppate dal "vento liberista delle élite dello stato capitalista".
Per altri la Trilaterale è semplicemente l'espressione di una classe privilegiata di tecnocrati: «La cittadella trilaterale è un luogo protetto dove la téchne è legge e dove sentinelle, dalle torri di guardia, vegliano e sorvegliano. Ricorrere alla competenza non è affatto un lusso, ma offre la possibilità di mettere la società di fronte a se stessa. Il maggiore benessere deriva solo dai migliori che, nella loro ispirata superiorità, elaborano criteri per poi inviarli verso il basso.»
In Italia, tesi molto simili a quelle di Chomsky furono espresse dal programma televisivo d'inchiesta Report di Milena Gabanelli e da Paolo Barnard.